# 沃洛迪科瓦迪維察
50°56′37″N 31°47′22″E / 50.94361°N 31.78944°E
沃洛迪科瓦迪維察（羅馬化：Volodkova Divytsia）是烏克蘭北部切爾尼希夫州尼任區的村莊。該村始建於1600年，面積0.12平方公里，海拔高度124米，2023年人口3,223，人口密度每平方公里35,713.04人。